# Lovagny
Lovagny est une commune française située dans le département de la Haute-Savoie, en région Auvergne-Rhône-Alpes.

## Géographie
Le territoire de la commune est situé à 5 kilomètres à l'ouest du centre-ville d'Annecy, sur une zone de hautes collines des Préalpes.
La commune compte quatre villages :
- le chef-lieu ;
- les Tâtes (qui jouxte le chef-lieu à la faveur de l’urbanisation) ;
- Montrottier ;
- Pontverre.

## Urbanisme

### Typologie
Au 1er janvier 2024, Lovagny est catégorisée ceinture urbaine, selon la nouvelle grille communale de densité à sept niveaux définie par l'Insee en 2022.
Elle appartient à l'unité urbaine d'Annecy, une agglomération intra-départementale regroupant quatorze  communes, dont elle est une commune de la banlieue,,. Par ailleurs la commune fait partie de l'aire d'attraction d'Annecy, dont elle est une commune de la couronne,. Cette aire, qui regroupe 79 communes, est catégorisée dans les aires de 200 000 à moins de 700 000 habitants,.

### Occupation des sols
L'occupation des sols de la commune, telle qu'elle ressort de la base de données européenne d’occupation biophysique des sols Corine Land Cover (CLC), est marquée par l'importance des territoires agricoles (48,2 % en 2018), en augmentation par rapport à 1990 (46,8 %). La répartition détaillée en 2018 est la suivante : 
forêts (41,1 %), prairies (28 %), zones urbanisées (10,7 %), zones agricoles hétérogènes (10,3 %), terres arables (9,9 %).
L'IGN met par ailleurs à disposition un outil en ligne permettant de comparer l’évolution dans le temps de l’occupation des sols de la commune (ou de territoires à des échelles différentes). Plusieurs époques sont accessibles sous forme de cartes ou photos aériennes : la carte de Cassini (XVIIIe siècle), la carte d'état-major (1820-1866) et la période actuelle (1950 à aujourd'hui).

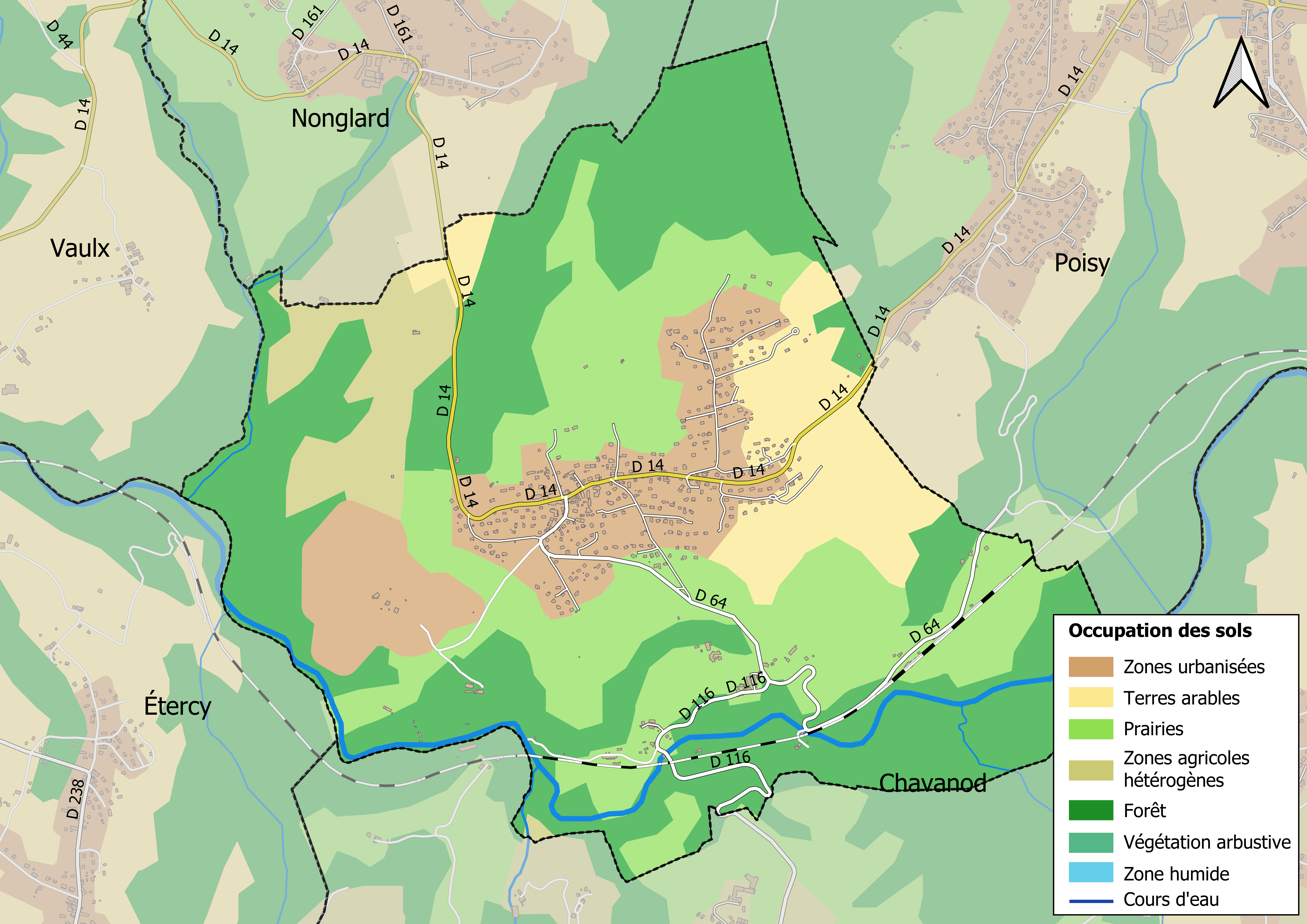
Carte des infrastructures et de l'occupation des sols en 2018 (CLC) de la commune.
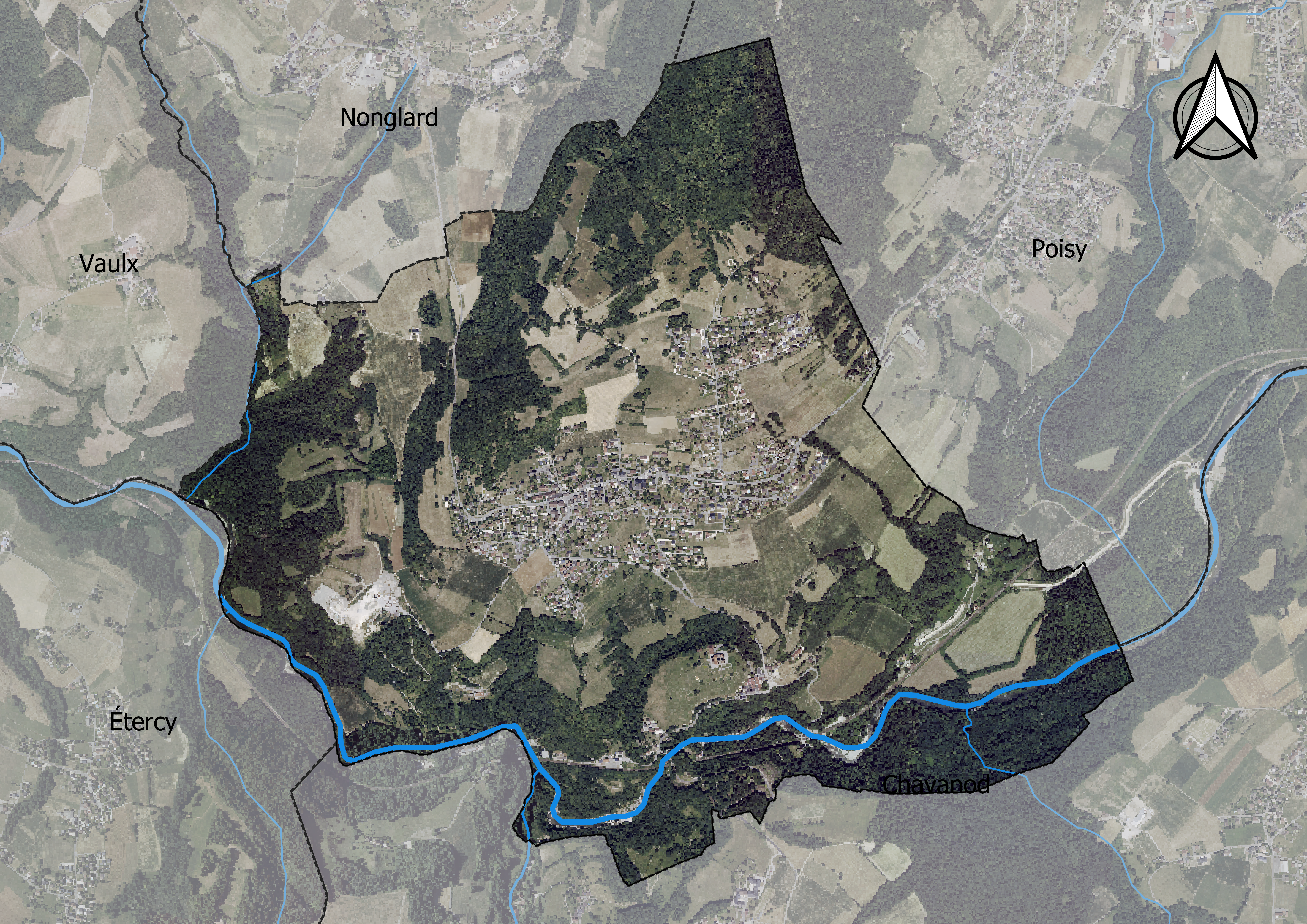
Carte orthophotogrammétrique de la commune.

## Toponymie
Le nom de Lovagny vient du mot loup[réf. nécessaire]. On dit qu'il y a longtemps[Quand ?], c'était une contrée où vivaient ces prédateurs. Le village s’est d’abord appelé Lupianiacum (IIIe siècle ap. J.-C.), ensuite Lupaniaci, puis Lauagny (XIVe siècle environ), plus tard Lauvagny et enfin de nos jours, Lovagny.
En francoprovençal, le nom de la commune s'écrit Lovanyi , selon la graphie de Conflans.

## Politique et administration

### Situation administrative
La commune de Lovagny appartient au canton d'Annecy-1, qui compte, selon le redécoupage cantonal de 2014, 9 communes et une fraction de la ville d'Annecy. Avant ce redécoupage, elle appartenait au canton d’Annecy-Nord-Ouest.
Elle fait partie de la communauté de communes de Fier et des Usses (CCFU) qui regroupe six autres communes, Sillingy, Choisy, La Balme-de-Sillingy, Mésigny, Nonglard et Sallenôves. Initialement, les six communes rurales du canton d’Annecy-Nord-Ouest forment en 1992 un EPCI autour du territoire du Fier et des Usses, qui évolue en 2002 en communauté de communes, que la commune de Sallenôves rejoint.
Lovagny relève de l'arrondissement d'Annecy et de la première circonscription de la Haute-Savoie, dont le député est Bernard Accoyer (UMP) depuis les élections de 2012.

## Démographie
Ses habitants sont appelés les Lovaniens.
L'évolution du nombre d'habitants est connue à travers les recensements de la population effectués dans la commune depuis 1793. Pour les communes de moins de 10 000 habitants, une enquête de recensement portant sur toute la population est réalisée tous les cinq ans, les populations de référence des années intermédiaires étant quant à elles estimées par interpolation ou extrapolation. Pour la commune, le premier recensement exhaustif entrant dans le cadre du nouveau dispositif a été réalisé en 2004.

En 2022, la commune comptait 1 297 habitants, en évolution de −0,31 % par rapport à 2016 (Haute-Savoie : +6,01 %, France hors Mayotte : +2,11 %).
| 1793 | 1800 | 1806 | 1822 | 1838 | 1848 | 1858 | 1861 | 1866 |
| ---- | ---- | ---- | ---- | ---- | ---- | ---- | ---- | ---- |
| 254  | 256  | 264  | 290  | 369  | 411  | 418  | 404  | 438  |

| 1872 | 1876 | 1881 | 1886 | 1891 | 1896 | 1901 | 1906 | 1911 |
| ---- | ---- | ---- | ---- | ---- | ---- | ---- | ---- | ---- |
| 441  | 448  | 508  | 469  | 478  | 470  | 450  | 454  | 373  |

| 1921 | 1926 | 1931 | 1936 | 1946 | 1954 | 1962 | 1968 | 1975 |
| ---- | ---- | ---- | ---- | ---- | ---- | ---- | ---- | ---- |
| 384  | 385  | 377  | 349  | 300  | 337  | 271  | 332  | 409  |

| 1982 | 1990 | 1999 | 2004 | 2006  | 2009  | 2014  | 2019  | 2022  |
| ---- | ---- | ---- | ---- | ----- | ----- | ----- | ----- | ----- |
| 526  | 602  | 718  | 955  | 1 042 | 1 138 | 1 225 | 1 257 | 1 297 |

La commune devient la nouvelle zone d'expansion de l'agglomération d'Annecy.

## Économie
Lovagny possédait une champignonnière en activité jusqu'en 2013. Elle était située dans les anciennes mines d'asphalte qui s'étendaient sous la commune. Cette exploitation a la particularité d'avoir conservé une culture traditionnelle ne faisant pas appel aux serres climatisées, mais à un véritable développement en cave. Les champignons étaient vendus sur les marchés d'Annecy.

## Culture et patrimoine local

### Lieux et monuments

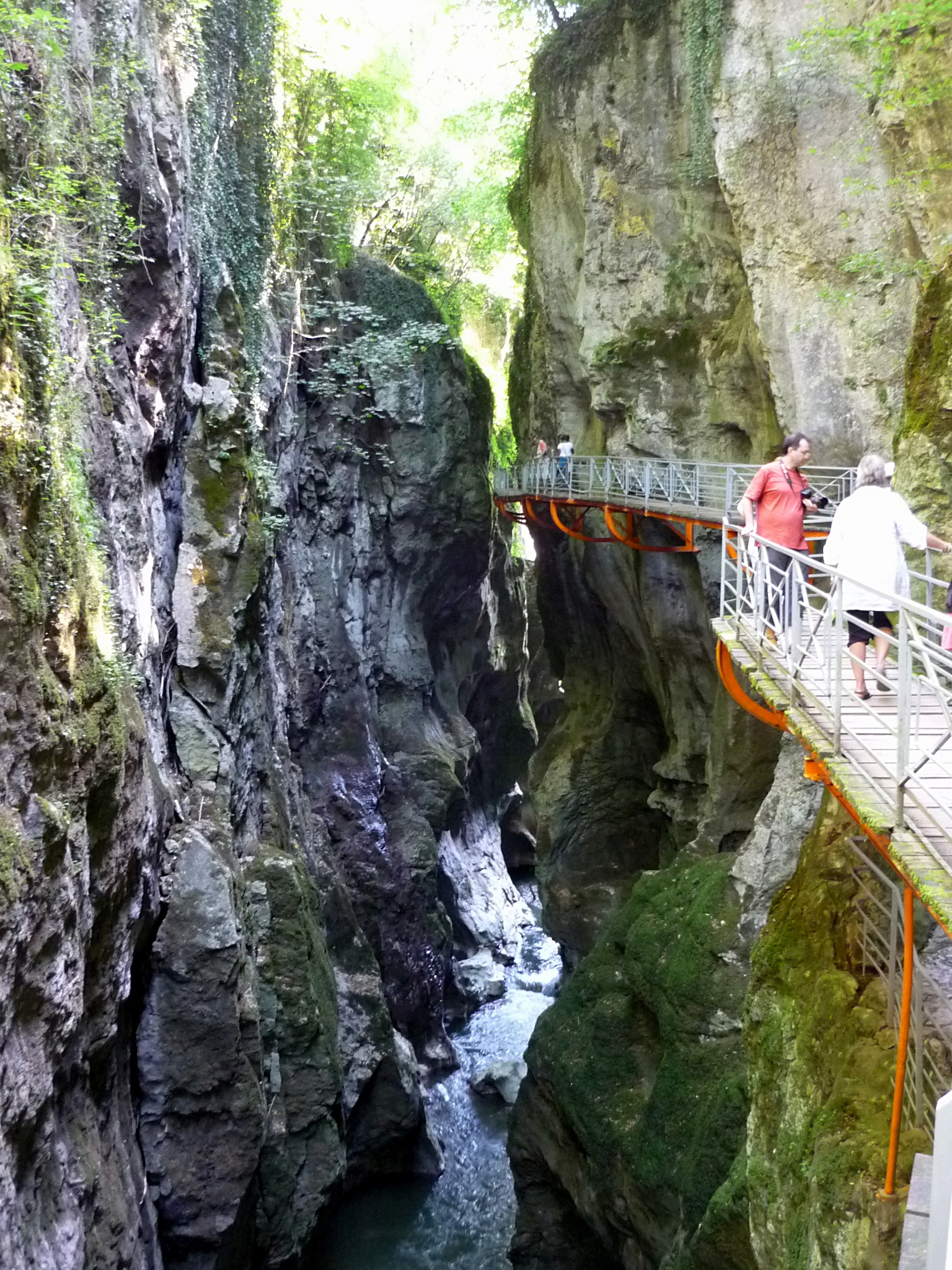
Passerelles des gorges du Fier
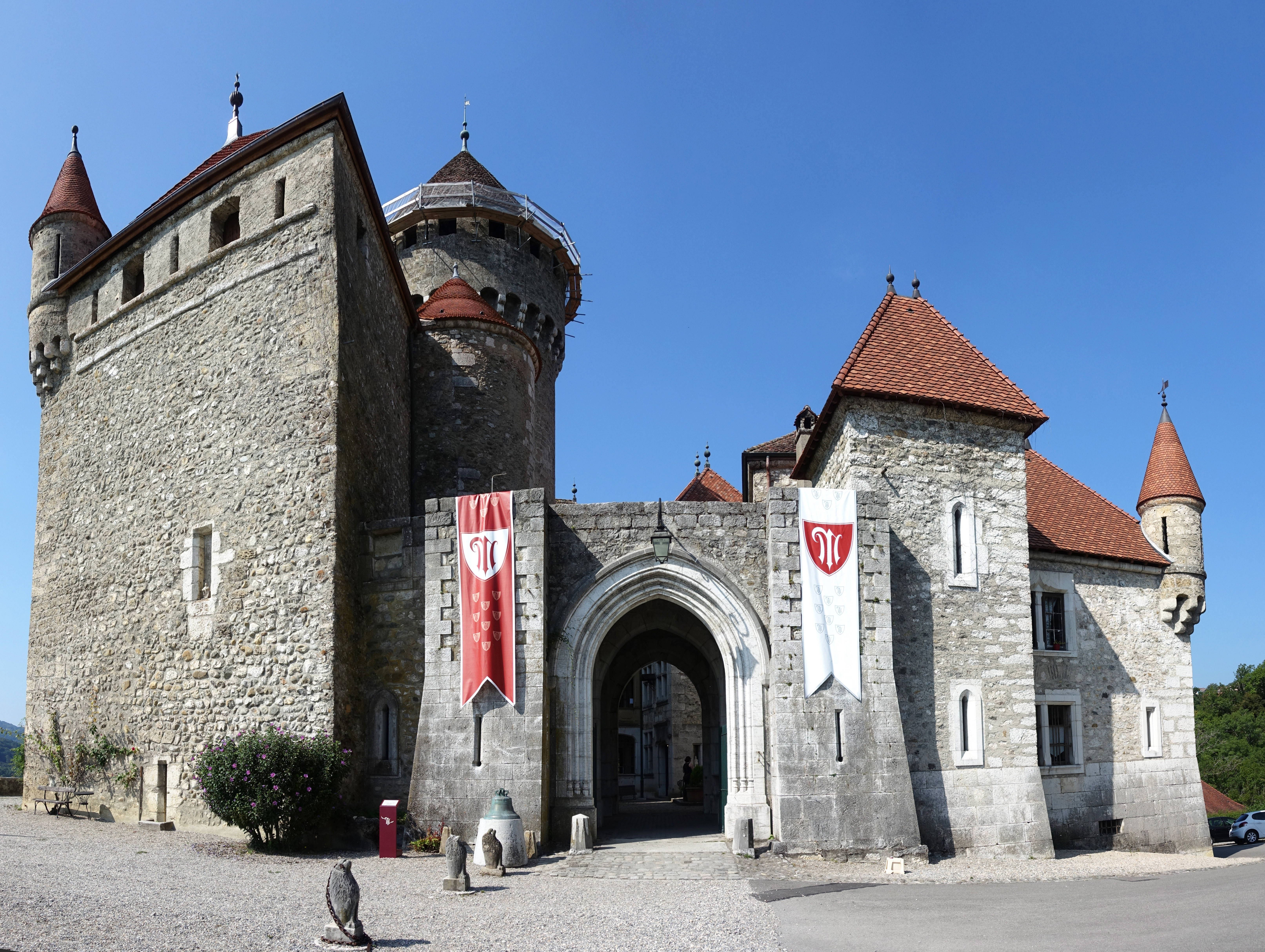
Le château de Montrottier.
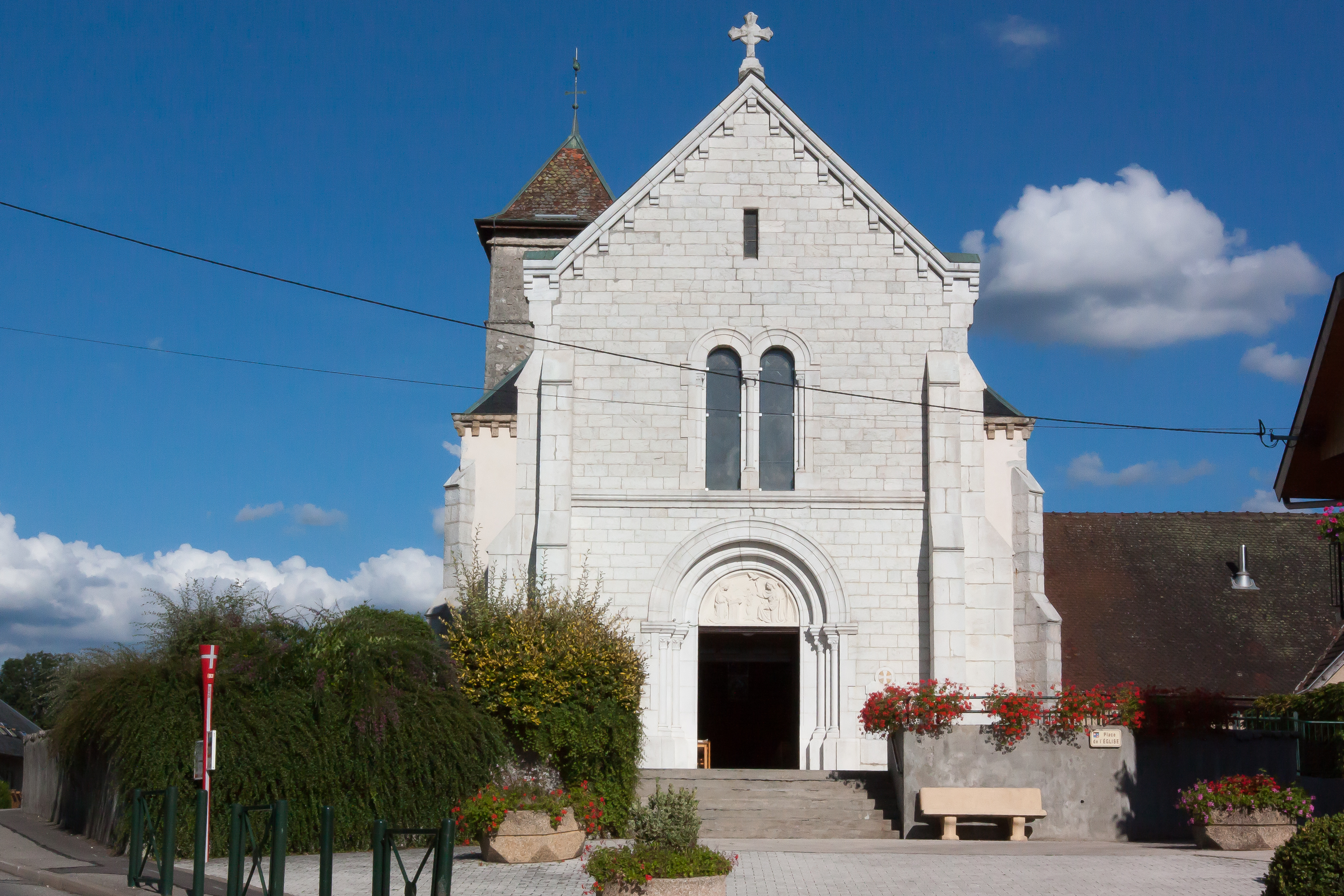
L'église de l'Annonciation-de-Marie.
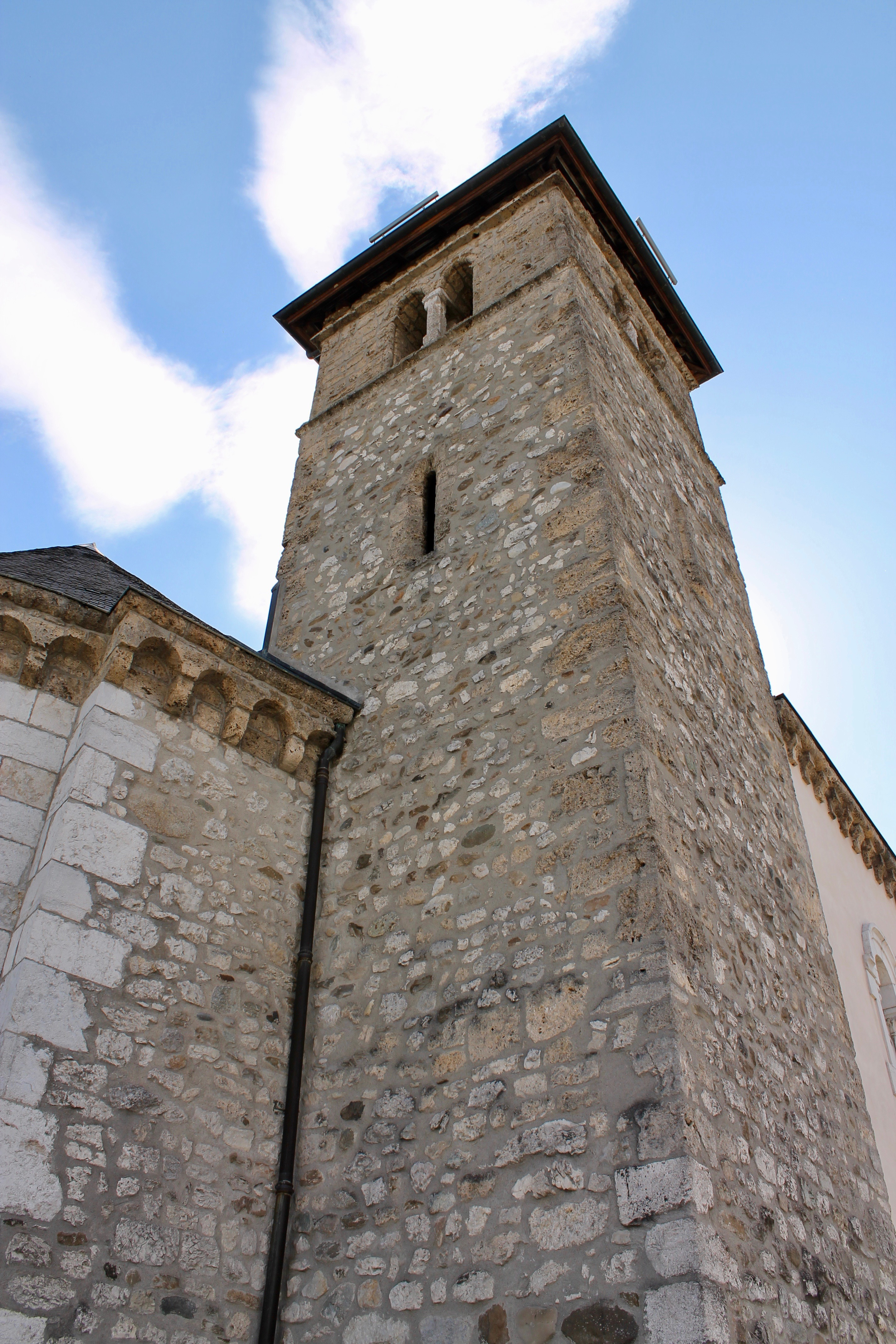
Tour romane de l'église.
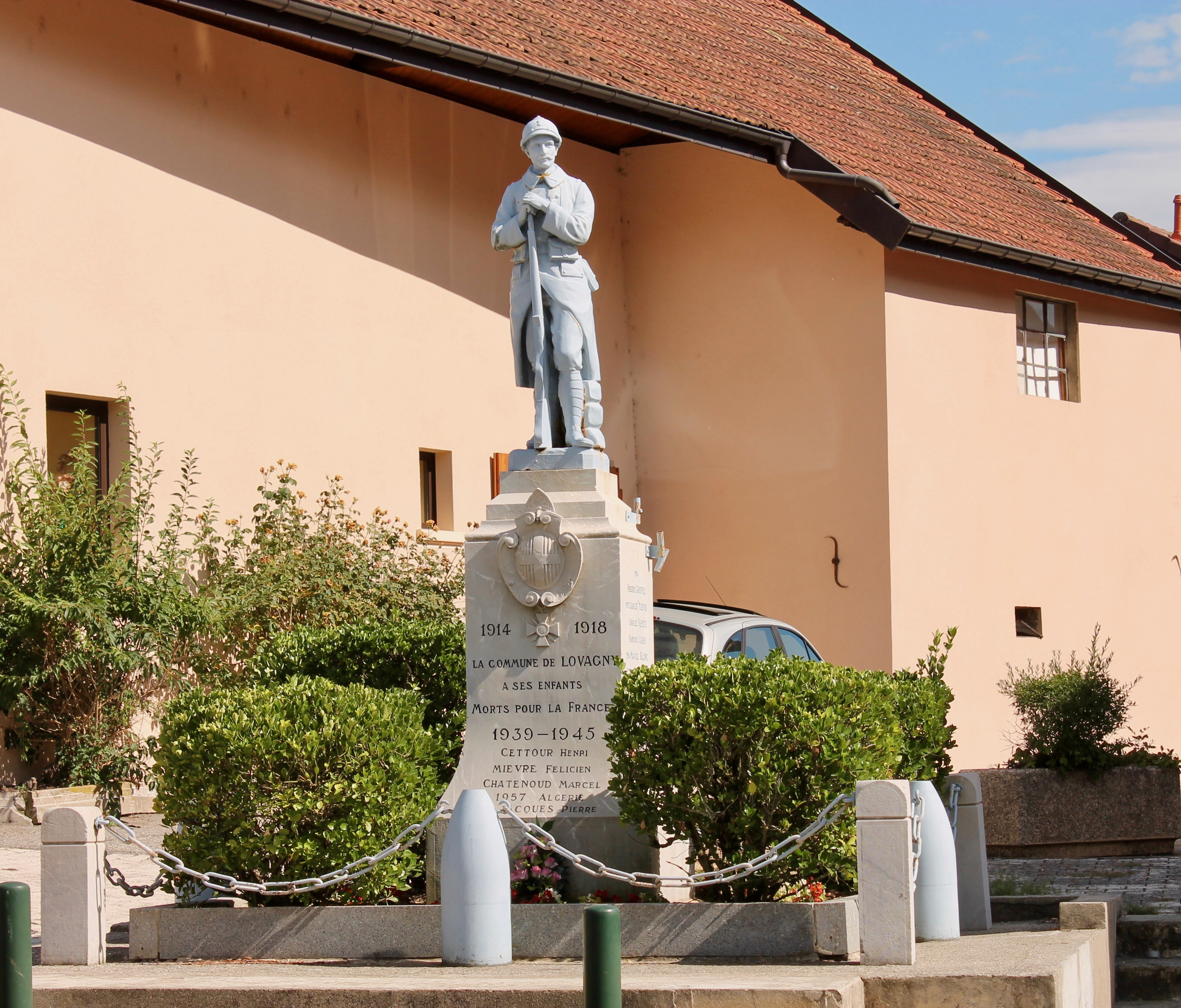
Monument aux Morts.

- Les gorges du Fier, qui peuvent se découvrir depuis une passerelle suspendue.
- Le château de Montrottier est un château fort construit du XIIIe au XVe siècle. Parmi ses éléments d'architecture, un donjon de 33 m, et de nombreux logis. Il a appartenu au XIXe siècle au général suisse Guillaume-Henri Dufour, fondateur de l'armée suisse moderne et de la Croix-Rouge. Il appartient depuis 1916 à l'Académie florimontane. Il est remarquablement conservé et entièrement meublé avec de vastes collections d'armes, d'armures, de faïences, de porcelaines, de verreries et objets d'Extrême-Orient.
- Château de Saillon (Disparu)
- Château de Pontverre (Ruines, Xe siècle)
- Tour du Petit Grézy (Ruines)
- Église Annonciation-de-Marie. L'église semble attestée par une charte datant entre 1032 et 1044, d'une donation à l'abbaye bénédictine de Savigny[22]. Un prieuré est établi à proximité du château à moins de 2 km[22]. Il reste de l'église primitive le chœur en demi-lune, son clocher en forme de simple tour ainsi que la cure semble datée de cette période[22]. La nouvelle église est construite à la fin du XIXe siècle selon les plans de l'architecte Dénarié[22].
- Le monument aux Morts, est édifié en 1922.

### Personnalités liées à la commune
- Pierre de Menthon (XVe siècle), seigneur du château, conseiller et ambassadeur du duc de Savoie Amédée VIII.
- Le général suisse Guillaume-Henri Dufour, ancien propriétaire du château. Il fut fondateur de l'armée suisse moderne et de la Croix-Rouge.
- Parmi les personnalités locales :
  - Émilie Dauvergne - « historienne » de Lovagny ;
  - André Jacques (1880-1960), peintre et graveur.

### Héraldique
| Armes de Lovagny | Les armes de Lovagny se blasonnent ainsi : Écartelé ; au premier de gueules à la croix d'argent, au second d'azur à un clocher d'argent, au troisième d'azur à trois ponts isolés d'argent, au quatrième de gueules au loup passant d'argent ; au chef de sable chargé de cinq tours d'argent ouvertes et ajourées du champ. |